# ジャンピン
「ジャンピン」は、KARAの2枚目のシングルである。2010年11月10日発売。

## 概要
- 2010年11月24日に発売されたオリジナルアルバム『ガールズトーク』の先行シングルとして、同年11月10日にユニバーサルミュージックから発売された。
- 初回盤A・B・C、通常盤の四種形態で販売された。初回盤A・B・Cはそれぞれジャケットと特典が異なり、通常盤は初回盤Cと同じ物が使われている。
- 2010年11月17日にこのシングルの収録曲である「ジャンピン」「バーン」の韓国語ヴァージョン「Jumping」「Burn」を含むミニアルバム『Jumping』が韓国で発売された。
- 「ジャンピン」（日本語版）と「Jumping」（韓国語版）の振付では変更された箇所が少しある。サビの変更についてニコルは、前者をジャンピンダンス、後者をスキージャンプと呼んでいる。
- 2011年1月13日付けのレコチョクビデオクリップデイリーランキングにおいて、「ジャンピン -au Smart Sports ver.-」が1位、「ジャンピン」が5位となり、バージョン違いの二つのビデオクリップがTOP5に同時ランクインという快挙を達成した[1]。
- 2012年1月27日に第26回日本ゴールドディスク大賞・ソング・オブ・ザ・イヤー・バイ・ダウンロード・アジア部門を受賞した[2]。

## 仕様
- 【初回盤A】CD+DVD
- 【初回盤B】CD+フォトブック
- 【初回盤C】CD ボーナストラック
- 【通常盤】CD

## 収録曲

### CD
| #         | タイトル                                                                         | 作詞                                                    | 作曲                     | 編曲                                     | 時間 |
| --------- | -------------------------------------------------------------------------------- | ------------------------------------------------------- | ------------------------ | ---------------------------------------- | ---- |
| 1.        | 「ジャンピン」                                                                   | Song Soo Yoon Han Jae-Ho Kim Seung Soo Natsumi Watanabe | Han Jae-Ho Kim Seung Soo | Han Jae-Ho Kim Seung Soo Hong Seung Hyun | 2:59 |
| 2.        | 「バーン」                                                                       | Song Soo Yoon Han Jae-Ho Kim Seung Soo Kenn Kato        | Han Jae-Ho Kim Seung Soo | Han Jae-Ho Kim Seung Soo Hong Seung Hyun | 3:32 |
| 3.        | 「ジャンピン (Instrumental)」                                                    |                                                         | Han Jae-Ho Kim Seung Soo | Han Jae-Ho Kim Seung Soo Hong Seung Hyun | 2:59 |
| 4.        | 「ジャンピン (オリジナル・ヴァージョン)」(ボーナストラック。初回盤Cにのみ収録。) | Song Soo Yoon Han Jae-Ho Kim Seung Soo                  | Han Jae-Ho Kim Seung Soo | Han Jae-Ho Kim Seung Soo Hong Seung Hyun | 2:59 |
| 合計時間: | 合計時間:                                                                        | 合計時間:                                               | 合計時間:                | 合計時間:                                | 9:32 |

### DVD
- 初回限定盤A特典DVD

1. ジャンピン (Music Clip)
2. ジャンピン (Dance Shot Ver.)
3. ジャンピン (Music Clip オフショット)

- ソロショットVer.ミュージックビデオDVD

初回限定盤に封入された応募券を3枚集めて希望するメンバーを選び締め切り日(2010年11月17日)までに応募すると必ず貰えたDVD。

## タイアップ
- ジャンピン：フジテレビ系『めざましどようび』テーマソング
- 「au Smart Sports Run&Walk」タイアップ・ソング